# Helmut (Schiff)
Der Schlepper Helmut ist ein Exponat des Deutschen Schifffahrtsmuseums und steht als Teil des Kulturdenkmals „Deutsches Schifffahrtsmuseum und Museumsflotte“ unter Denkmalschutz.

## Geschichte
Das Schiff wurde 1923 auf der Caesar Wollheim-Werft in Breslau-Cosel als Aegir für einen Berliner AEG-Betrieb gebaut. Ab 1928 wurde der in Helmut umbenannte Schlepper vom Flößerei- und Schleppbetrieb Fritz Gensch im damaligen Tilsit auf den ostpreußischen Binnengewässern eingesetzt. Nach dem Zweiten Weltkrieg verlegte der Betrieb nach Hamburg und die Helmut kam im Hamburger Hafen sowie den angrenzenden Binnenwasserstraßen zum Einsatz.
Im Jahr 1986 wurde die noch betriebsbereite Helmut von Helmuth Gensch, dem damaligen Eigner, dem Deutschen Schifffahrtsmuseum übergeben.